# Cal Magí (Balsareny)
Cal Magí és un edifici del municipi de Balsareny (Bages) inclòs en l'Inventari del Patrimoni Arquitectònic de Catalunya.

## Descripció
Casa de planta baixa que destaca per l'acurada composició de la façana. L'edifici és coronat per un frontó escapçat amb cornisa i pilastres aparents sense base, purament decoratives. La porta té una finestra per banda, amb unes reixes dissenyades d'acord amb l'obertura.
Destaquen les decoracions fetes amb rajola de València sencera i amb trencadís. La teulada és de teula sobre bigues de fusta d'on penja el cel ras.

## Història
La casa va ser feta l'any 1934, en plena guerra civil, per un paleta a que es coneixia amb el sobrenom de "Biendicho". Aquest va haver de marxar del poble acabada la guerra i va vendre la casa als actuals propietaris.